# Dua Lipa (Album)
Dua Lipa ist das erste Studioalbum der britisch-albanischen Sängerin Dua Lipa. Es wurde am 2. Juni 2017 unter Warner Bros. veröffentlicht. Lyrisch handelt es von Lipas persönlicher Sicht auf die Liebe, das Aufsteigen in der Karriere, Sex und Selbstermächtigung.
2015 begann Lipa mit den Arbeiten an ihrem ersten Studioalbum. Aus dem Album wurden 12 Singles veröffentlicht. Das Album bekam insgesamt positive Kritik von Musikkritikern.

## Titelliste
| Nr.          | Titel                                 | Autor(en)                                                        | Produktion                                               | Länge |
| ------------ | ------------------------------------- | ---------------------------------------------------------------- | -------------------------------------------------------- | ----- |
| 1.           | Genesis                               | Dua Lipa, Andreas Schuller, Sarah Hudson, Clarence Coffee Jr.    | Axident, Big Taste, Lorna Blackwood, Cameron Gower Poole | 3:25  |
| 2.           | Lost in Your Light (featuring Miguel) | Lipa, Miguel, Rick Nowels                                        | Miguel, Stephen „Koz“ Kozmeniuk, Blackwood               | 3:23  |
| 3.           | Hotter than Hell                      | Lipa, Adam Midgley, Tommy Baxter, Gerard O’Connell               | Kozmeniuk, Jay Reynolds, Tom Neville                     | 3:07  |
| 4.           | Be the One                            | Lucy Taylor, Digital Farm Animals, Jack Tarrant                  | Digital Farm Animals, Tarrant                            | 3:22  |
| 5.           | IDGAF                                 | Lipa, MNEK, Larzz Principato, Skyler Stonestreet, Whiskey Waters | Kozmeniuk, Principato, Blackwood                         | 3:38  |
| 6.           | Blow Your Mind (Mwah)                 | Lipa, Jon Levine, Lauren Christy                                 | Levine                                                   | 2:58  |
| 7.           | Garden                                | Lipa, Greg Wells, Sean Douglas                                   | Wells, Kozmeniuk                                         | 3:47  |
| 8.           | No Goodbyes                           | Lipa, Dan Traynor, Ilsey Juber, Lindy Robbins                    | Kozmeniuk, Grades                                        | 3:36  |
| 9.           | Thinking ’Bout You                    | Lipa, Adam Argyle                                                | Kozmeniuk                                                | 2:51  |
| 10.          | New Rules                             | Caroline Ailin, Emily Warren, Ian Kirkpatrick                    | Kirkpatrick                                              | 3:32  |
| 11.          | Begging                               | Lipa, Cara Salimando, James Flannigan, Gabriel Simon             | Flannigan, Kozmeniuk, Suzy Shinn                         | 3:14  |
| 12.          | Homesick                              | Lipa, Chris Martin                                               | Bill Rahko                                               | 3:50  |
| Gesamtlänge: | Gesamtlänge:                          | Gesamtlänge:                                                     | Gesamtlänge:                                             | 40:43 |

| Nr.          | Titel        | Autor(en)                                          | Produktion    | Länge |
| ------------ | ------------ | -------------------------------------------------- | ------------- | ----- |
| 13.          | Dreams       | Lipa, Grimes, Neville                              | Ten Ven       | 3:40  |
| 14.          | Room for 2   | Lipa, Autumn Rowe, Neville                         | Ten Ven       | 3:28  |
| 15.          | New Love     | Lipa, Andrew Wyatt, Emile Haynie                   | Wyatt, Haynie | 4:31  |
| 16.          | Bad Together | Lipa, Tom Barnes, Peter Kelleher, Ben Kohn, Grimes | TMS           | 3:58  |
| 17.          | Last Dance   | Lipa, Kozmeniuk, Talay Riley                       | Kozmeniuk     | 3:48  |
| Gesamtlänge: | Gesamtlänge: | Gesamtlänge:                                       | Gesamtlänge:  | 60:08 |

| Nr.          | Titel                                   | Länge |
| ------------ | --------------------------------------- | ----- |
| 18.          | Want To                                 | 3:32  |
| 19.          | Running                                 | 3:41  |
| 20.          | Kiss and Make Up                        | 3:09  |
| 21.          | One Kiss (mit Calvin Harris)            | 3:35  |
| 22.          | Electricity (mit Silk City)             | 4:21  |
| 23.          | Scared to Be Lonely (mit Martin Garrix) | 3:41  |
| 24.          | No Lie (Sean Paul featuring Dua Lipa)   | 3:41  |
| 25.          | New Rules (Live)                        | 4:35  |
| Gesamtlänge: | Gesamtlänge:                            | 90:01 |

## Kommerzieller Erfolg

### Chartplatzierungen
| ChartsChartplatzierungen       | Höchstplatzierung | Wochen |
| ------------------------------ | ----------------- | ------ |
| Deutschland (GfK)              | 22 (5 Wo.)        | 5      |
| Österreich (Ö3)                | 36 (3 Wo.)        | 3      |
| Schweiz (IFPI)                 | 11 (10 Wo.)       | 10     |
| Vereinigte Staaten (Billboard) | 27 (97 Wo.)       | 97     |
| Vereinigtes Königreich (OCC)   | 3 (383 Wo.)       | 383    |

| ChartsJahrescharts (2017)    | Platzierung |
| ---------------------------- | ----------- |
| Vereinigtes Königreich (OCC) | 42          |

| ChartsJahrescharts (2018)      | Platzierung |
| ------------------------------ | ----------- |
| Vereinigte Staaten (Billboard) | 53          |
| Vereinigtes Königreich (OCC)   | 9           |

| ChartsJahrescharts (2019)    | Platzierung |
| ---------------------------- | ----------- |
| Vereinigtes Königreich (OCC) | 19          |

| ChartsJahrescharts (2020)    | Platzierung |
| ---------------------------- | ----------- |
| Vereinigtes Königreich (OCC) | 25          |

| ChartsJahrescharts (2021)    | Platzierung |
| ---------------------------- | ----------- |
| Vereinigtes Königreich (OCC) | 37          |

| ChartsJahrescharts (2022)    | Platzierung |
| ---------------------------- | ----------- |
| Vereinigtes Königreich (OCC) | 47          |

| ChartsJahrescharts (2023)    | Platzierung |
| ---------------------------- | ----------- |
| Vereinigtes Königreich (OCC) | 68          |

| ChartsJahrescharts (2024)    | Platzierung |
| ---------------------------- | ----------- |
| Vereinigtes Königreich (OCC) | 64          |

### Auszeichnungen für Musikverkäufe
| Land/Region                  | Auszeichnungen für Musikverkäufe (Land/Region, Auszeichnung, Verkäufe) | Verkäufe  |
| ---------------------------- | ---------------------------------------------------------------------- | --------- |
| Australien (ARIA)            | Platin                                                                 | 70.000    |
| Belgien (BRMA)               | Platin                                                                 | 30.000    |
| Brasilien (PMB)              | 3× Platin                                                              | 120.000   |
| Dänemark (IFPI)              | 2× Platin                                                              | 40.000    |
| Deutschland (BVMI)           | Gold                                                                   | 100.000   |
| Frankreich (SNEP)            | 2× Platin                                                              | 200.000   |
| Irland (IRMA)                | Platin                                                                 | 15.000    |
| Italien (FIMI)               | 2× Platin                                                              | 100.000   |
| Kanada (MC)                  | 5× Platin                                                              | 400.000   |
| Neuseeland (RMNZ)            | 4× Platin                                                              | 60.000    |
| Niederlande (NVPI)           | Platin                                                                 | 40.000    |
| Norwegen (IFPI)              | 4× Platin                                                              | 80.000    |
| Österreich (IFPI)            | Platin                                                                 | 15.000    |
| Polen (ZPAV)                 | Gold                                                                   | 10.000    |
| Schweden (IFPI)              | Gold                                                                   | 20.000    |
| Singapur (RIAS)              | 2× Platin                                                              | 20.000    |
| Vereinigte Staaten (RIAA)    | Platin                                                                 | 1.000.000 |
| Vereinigtes Königreich (BPI) | 3× Platin                                                              | 900.000   |
| Insgesamt                    | 3× Gold · 33× Platin ·                                                 | 3.220.000 |

Hauptartikel: Dua Lipa/Auszeichnungen für Musikverkäufe